# Fujii Kiyoshi
Kiyoshi Fujii (sinh ngày 25 tháng 4 năm 1974) là một cầu thủ bóng đá người Nhật Bản.

## Sự nghiệp câu lạc bộ
Kiyoshi Fujii đã từng chơi cho Gamba Osaka.